# 菲尼嶺
菲尼嶺（英語：Feeney Ridge）是南極洲的山嶺，位於奧次地，處於弗格森冰川東南面，屬於威爾遜山的一部分，長11公里，美國地質調查局根據測量和該國海軍的空中照片繪入地圖，現時由南極條約體系管理。

## 外部連結
. . United States Geological Survey.   [2012-03-19].
69°40′S 159°6′E / 69.667°S 159.100°E